# Скрипкино
Скри́пкино (рос. Скрипкино) — село у складі Вікуловського району Тюменської області, Росія.
Населення — 122 особи (2010, 175 у 2002).
Національний склад станом на 2002 рік:
- росіяни — 100 %